# Oxyomus sylvestris
Oxyomus sylvestris es una especie de coleóptero de la familia Scarabaeidae.

## Distribución geográfica
Habita en el holártico, excepto Macaronesia y el Extremo Oriente.